# 阿洛 (塔恩省)
阿洛（法語：Alos）是法国南部-比利牛斯大区 塔恩省的一个市镇，属于阿尔比区 卡斯泰尔诺德蒙特米拉县。该市镇2009年时的人口 为93人。

## 人口
阿洛人口变化图示
| 数据来源：INSEE |